# Bogdan Willewalde

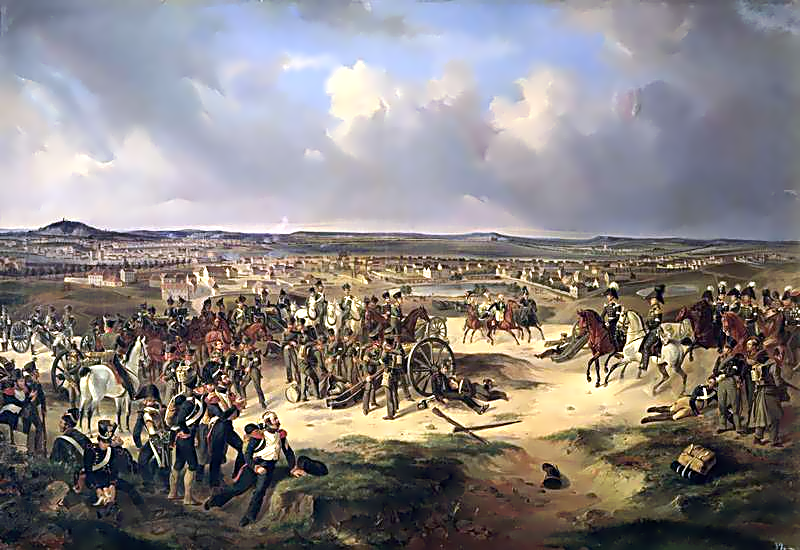
La Bataille de Paris de 1814

Bogdan Pavlovitch Willewalde (en russe : Богдан Павлович Виллевальде, Bogdan Pavlovitch Villeval'de), né Gottfried Willewalde en 1818 à Pavlovsk et mort le 23 avril 1903 à Dresde, est un peintre sujet de l'Empire russe d'ascendance allemande qui fut spécialiste de scènes de bataille et professeur.

## Biographie
Il étudie à l'école de l'académie impériale des beaux-arts de Saint-Pétersbourg à l'atelier de Karl Briullov de 1838 à 1842 et de Sauerweid où il est gratifié de plusieurs médailles académiques.
Il est nommé professeur en 1848 pour La Bataille de Paris et se consacre aux scènes de bataille par la suite. Il participe à plusieurs campagnes en tant que peintre de l'armée: la campagne de Hongrie en 1849, celle du Danube en 1854, celle de Sébastopol en 1855, celle du Caucase en 1860 et celles de la Guerre russo-turque de 1877-1878. Il excelle surtout par ses batailles des guerres napoléoniennes de 1805-1815.
Willewalde peint aussi des scènes de genre contemporaines, ou des scènes officielles sur commande comme son tableau consacré à l'inauguration du monument du Millénaire de la Russie à Novgorod.
Il a formé de nombreux élèves, comme Abram Arkhipov (1862-1930), Alexeï Bogolioubov (1824-1896), Nikolaï Karazine (1842-1909), Nikolaï Samokich (1860-1944).